# 池田明久実
池田 明久実（いけだ あくり、11月18日 - ）は、日本の漫画家、イラストレーター。ikeda akuriという名義でも活動している。

## 経歴
イラストレーターとして活動を始め、2019年12月4日に発売された『ILLUSTRATION 2020』に掲載される。Twitter上に投稿された『カッパの少年がカエルにキスをする話』が3.2万のいいね数を記録するなど話題となり、2023年に「ダ・ヴィンチWeb」で連載が決まった『カッパ少年紅介 昭和妖怪恋物語』で商業漫画家デビューした。同作はのBL、GL、異性愛、異種族の要素を含み、200万PVを記録するなど人気作となった。
2025年4月16日より、マンガ・エロティクス・エフで『イヴとアダム』を連載している。

## 作品

### 漫画
- カッパ少年紅介 昭和妖怪恋物語（2024年1月11日発売、KADOKAWA、ISBN 978-4046831798）
- イヴとアダム（マンガ・エロティクス・エフ、太田出版）

### イラスト
- カラダは私の何なんだ?（2023年7月6日発売、河出書房新社、王谷晶、ISBN 978-4309419770）
- 伝説の化けもの図鑑（2024年7月8日発売、中央公論新社、山北篤監修、ISBN 978-4120058042）